# Loin du Brésil
Pour plus de détails, voir Fiche technique et Distribution.
Loin du Brésil est un film franco-suisse réalisé par Tilly et sorti en 1992.

## Synopsis
Sur la côte normande, Juliette, aisée et portant élégamment la soixantaine, habite une vaste et belle propriété, secondée par Honorine, la domestique ancestrale et rétrograde, qu'elle loge et nourrit. Depuis que son mari l'a abandonnée pour aller vivre au Brésil, Juliette vie librement au rythme d'aventures sans lendemains dont son amie Dany, gérante d'un club, est quelque peu complice. Sacrifiant de bonne grâce à la tradition, elle se prépare à recevoir pour le week-end ses enfants et petits-enfants à l'occasion de la fête des Mères. Juliette ferme les yeux sur les commérages de sa domestique de la même façon qu'elle fait semblant d'ignorer les travers de ses enfants : la faiblesse et la veulerie de Benoît qui tente de dissimuler son homosexualité (alors qu'il arrive en compagnie d'un « copain gigolo »), l'insatisfaction chronique de la dépressive Isabelle, le parasitisme de Laurent et l'intéressement de Philippe avec sa femme Élisabeth, un couple de petits commerçants parvenus et à l'esprit étroit. La seule dont elle semble vraiment proche est sa fille Sophie, une brillante journaliste. Cette dernière arrive tardivement, prétextant un reportage, tandis que Juliette trouve de plus en plus étrange le comportement de son fils Benoît. Elle ne tarde pas à apprendre pourquoi : son mari, esseulé et malade, est de retour en France et convie toute la famille pour un dîner à Deauville, tentative de réconciliation organisée avec l'aide de Sophie et Benoît. C'est là qu'on découvre que le mari a jadis délaissé femme et enfants pour partir au Brésil avec la sœur de Juliette, acte qui a profondément blessé celle-ci et qu'elle ne pardonne pas. Se sentant à nouveau trahie, cette fois par ses enfants, surtout par Sophie et Benoît, Juliette va régler ses comptes avec famille et domestique.

## Fiche technique
- Titre original : Loin du Brésil
- Réalisation : Tilly
- Scénario : Tilly
- Assistants à la réalisation : Marie-Jeanne Pascal, Arthur Desclozeaux
- Décors : Michèle Abbé-Vannier
- Costumes : Florence Émir
- Maquillages : Nathalie Tanner, Sonia Geneux
- Coiffures : Caroline Philipponat, Pascale Gal-Moreau, Cécile Loringuez
- Photographie : Benoît Delhomme
- Son : Florian Eidenbenz
- Montage : Martine Barraqué
- Musique : Gérard Barreaux
- Photographe de plateau : Jérôme Minet
- Production : Philippe Martin
- Sociétés de production : Les Films Pelléas (France), France 3 Cinéma, SGGC (Société Générale de gestion cinématographique, France), Flach Films (France), Limbo Films (Suisse)
- Sociétés de distribution : Les Films Pelléas (France), Pyramide International (étranger), Le Bureau/Le Petit Bureau (étranger)
- Pays de production :  France,  Suisse
- Langue originale : français
- Format : 35 mm — couleur  — 1.85:1 — son monophonique
- Genre : comédie dramatique
- Durée : 103 minutes
- Date de sortie :  9 septembre 1992
- (fr) Classifications CNC : tous publics, Art et Essai (visa d'exploitation no 76020 délivré le 27 mai 1992)

## Distribution
- Emmanuelle Riva : Juliette
- Jenny Clève : Honorine
- Christophe Huysman : Benoît, le benjamin des enfants de Juliette
- Alexandra Kazan : Sophie, fille aînée de Juliette
- Charlotte Clamens : Isabelle, fille cadette de Juliette
- Gilles Treton : Patrick, le mari d’Isabelle
- Éric Doye : Kim, l'ami de Benoît
- Jérôme Chapatte : Laurent, fils cadet de Juliette
- Marilyn Even : Catherine, la petite amie de Laurent
- Michèle Gleizer : Élisabeth, la femme de Philippe
- Jean-Marc Roulot : Philippe, fils aîné de Juliette
- Christine Murillo : Dany
- Michel Hermon : le grand blond
- Les enfants :  
  - Romain Loth : Arthur
  - Aurore Thill : Marie-Cécile
  - Magali Pillard : Marie-Juliette
  - Marion Le Mitouard : Marie-Martine
- À la gare : 
  - Béatrice Lord : Madame Bégassat
  - Juliette Brac : Madame Lepinard
  - André Chaumeau : Monsieur Lepinard
  - Charlie Nelson : l'homme brun

## Production

### Dialogues
Exemple de répliques :
— Arthur à Juliette : « Mamie, ta coiffure est drôle, tu ressembles à la grand-mère de Ma sorcière bien-aimée. »
— Juliette : « Merci, mon chéri. »

### Tournage
- Début des prises de vue : juillet 1991.
- Extérieurs : Plouezoc'h (Finistère).

### Chansons additionnelles
- As aparências enganam[1], paroles et musique de Tunai (pt)/Sérgio Natureza, interprétée par Elis Regina (1979).
- Il est mort le soleil, paroles de Pierre Delanoë et musique d'Hubert Giraud (1967), interprétée par les enfants de Juliette.
- Maman la plus belle du monde, adaptation française par Fernand Bonifay de la chanson italienne La più bella del mondo, musique de Marino Marini (1958), interprétée par les petits-enfants de Juliette pour la fête des Mères.
- Le Prisonnier de la tour (Si le roi savait ça Isabelle), paroles de Francis Blanche et musique de Francis Blanche/Gérard Calvi (1948), interprétée par les enfants de Juliette.
- Sa jeunesse, paroles, musique et interprétation par Charles Aznavour (1957).

## Analyse
Satire aux répliques assassines, à défaut de présenter une famille acceptable, le film trace le portrait d’une femme profondément blessée (elle précise : « bafouée et trahie »). Faute d'avoir pu trouver une réelle affection de la part de l'un de ses enfants, Juliette tente de masquer sa désespérance par une attitude enjouée de « mère dévouée » tout en collectionnant les aventures amoureuses sans illusion, comme elle le dit à un moment en se contemplant dans son miroir : « et dire que ça ne s'arrangera plus ». Lorsqu'elle se sent de nouveau trahie, Juliette cesse de donner le change à ses enfants pour brûler sans regret de ses derniers beaux feux de femme. Emmanuelle Riva, même lorsqu'elle joue les frivoles, fort bien entourée par quelques acteurs de théâtre, arrive à donner à son personnage une profondeur étonnante qui fait que cette œuvre de Tilly échappe à la caricature familiale qu'elle aurait pu devenir.